# Rhea Katrina Dimaculangan
Rhea Katrina Dimaculangan – filipińska siatkarka grająca na pozycji rozgrywającej.
Obecnie (2010/2011) występuje w UST Growling Tigers, z tym zespołem bezskutecznie walczyła w klubowych mistrzostwach Azji w 2011 roku.

## Kluby
- 2009–2012: UST Growling Tigers

## Sukcesy
- 2009 –  brązowy medal Mistrzostw Filipin
- 2010 –  Mistrzostwo Filipin
- 2011 –  srebrny medal Mistrzostw Filipin

## Nagrody, wyróżnienia
- 2010 – MVP Mistrzostw Filipin
- 2010 – najlepiej serwująca siatkarka Mistrzostw Filipin